# Tura Satana

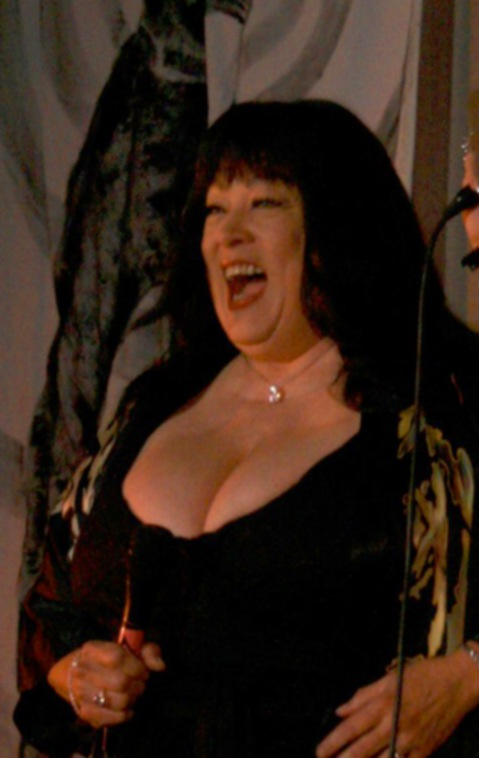
Tura Satana (2007)

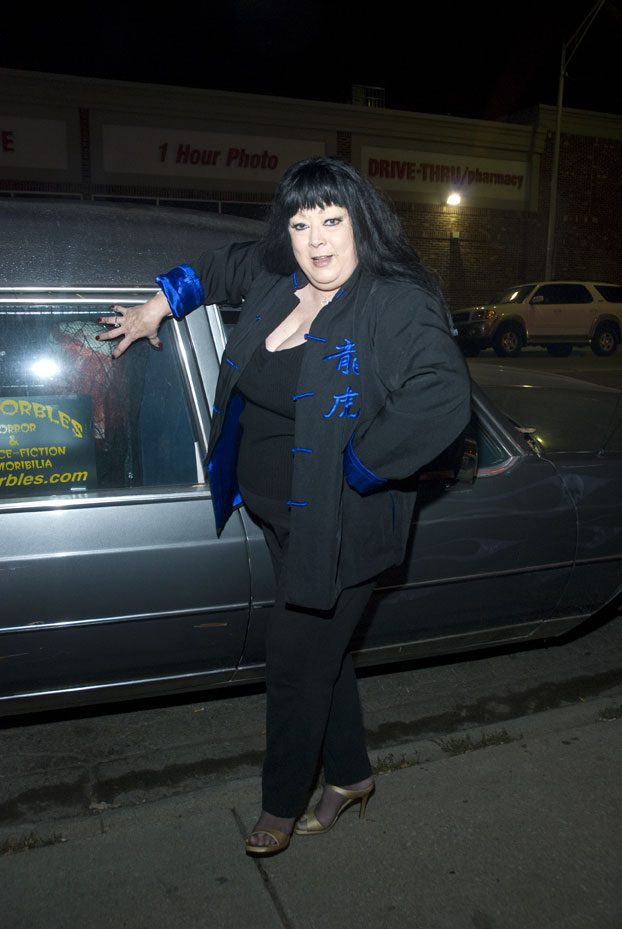
Tura Satana (2008)

Tura Satana, eigentlich Tura Luna Pascual Yamaguchi, (* 10. Juli 1938 in Hokkaidō, Japan; † 4. Februar 2011 in Reno, Nevada) war eine US-amerikanische Schauspielerin.

## Privatleben
Satana hatte drei Schwestern und einen Bruder. Sie wurde in Japan geboren und wuchs in Chicago auf. Dort besuchte sie die James A. Riis-Volksschule. 1961 heiratete die 1,70 m große Satana mit dem Spitznamen „Miss Japan Beautiful“ zum zweiten Mal, ihr unbekannter Ehemann starb jedoch frühzeitig. Am 1. November 1981 heiratete sie Endel Jurmann, der am 15. Oktober 2000 starb. Sie war Mutter zweier Töchter aus früheren Beziehungen. Gemäß eigenen Angaben lehnte sie einen Heiratsantrag von Elvis Presley ab. Ebenso soll er seinen Tanzstil als auch das Interesse an Karate von ihr übernommen haben.

## Karriere
Mit 13 Jahren begann sie mit exotischem Tanz. Als Tänzerin hatte sie kleine Auftritte in Filmen, zum Beispiel in Derek Flint schickt seine Leiche. Ihr Schauspieldebüt gab sie 1963 in dem Film Das Mädchen Irma la Douce neben Shirley MacLaine als Suzette Wong. Ihre bekannteste Rolle ist die von Varla in Russ Meyers Die Satansweiber von Tittfield (Faster, Pussycat! Kill! Kill!) von 1965. 2009 spielte sie eine Richterin in dem Film Sugar Boxx.

## Filmografie (Auswahl)
- 1963: Das Mädchen Irma la Douce (Irma la Douce)
- 1963: Wer hat in meinem Bett geschlafen? (Who's Been Sleeping in My Bed?)
- 1964: Amos Burke (Burke’s Law; Fernsehserie)
- 1964: Solo für O.N.C.E.L. (The Man from U.N.C.L.E. Fernsehserie/1x10 – The Finny Foot Affair)
- 1965: Die Satansweiber von Tittfield (Faster, Pussycat! Kill! Kill!)
- 1965: FBI jagt Phantom (The Human Duplicators)
- 1966: Derek Flint schickt seine Leiche (Our Man Flint)
- 1968: Astro-Zombies – Roboter des Grauens (The Astro-Zombies)
- 1973: Das Kommando der Frauen (The Doll Squad)
- 2002: Mark of the Astro-Zombies
- 2009: Sugar Boxx